# Sungai Tuha Jaya
Sungai Tuha Jaya is een bestuurslaag in het regentschap Ogan Komering Ulu van de provincie Zuid-Sumatra, Indonesië. Sungai Tuha Jaya telt 3495 inwoners (volkstelling 2010).